# داني رابا
داني رابا (بالإسبانية: Dani Raba) هو لاعب كرة قدم إسباني في مركز نصف الجناح، ولد في 29 أكتوبر 1995 في شنت أندر في إسبانيا. لعب مع نادي فياريال.

## وصلات خارجية
- داني رابا على موقع الاتحاد الأوربي (الإنجليزية)
- داني رابا على موقع قاعدة بيانات كرة القدم.إي يو (الإنجليزية)
- داني رابا على موقع Soccerway.com (الإنجليزية)